# Sydney Sanches
Sydney Sanches (Rincão, 26 de abril de 1933) é um advogado, jurista, magistrado, escritor e professor brasileiro. Foi ministro do Supremo Tribunal Federal (STF) de 1984 a 2003, tendo sido presidente da corte entre 1991 e 1993.

## Carreira
Filho de José Sanches Martins e Henriqueta Zilioli Sanches, começou a trabalhar em 1944, aos 11 anos de idade, como datilógrafo de cartórios em Pitangueiras, município do estado de São Paulo. Posteriormente, foi escrevente no próprio estado de São Paulo, de 1953 a 1958, ano em que se formou na Faculdade de Direito de São Paulo. Na mesma faculdade, cursou mestrado de 1974 a 1977, sob orientação do professor Alfredo Buzaid.
Atuou como advogado nas áreas civil, criminal e trabalhista em São Paulo de 1959 a 1962.
Em 1962, foi aprovado em primeiro lugar em concurso público de provas e títulos para a magistratura no Estado de São Paulo. Foi promovido a juiz do Tribunal de Alçada Criminal de São Paulo em 1978, e a desembargador do Tribunal de Justiça do Estado de São Paulo em 1980.
Foi nomeado ministro do Supremo Tribunal Federal em 1984, na vaga decorrente da aposentadoria do ministro Alfredo Buzaid, tomando posse no dia 31 de agosto. Foi presidente do STF de 1991 a 1993, conduzindo o processo de impeachment contra o então Presidente da República, Fernando Collor de Mello em 1992. Aposentou-se compulsoriamente ao atingir a idade de 70 anos, em 26 de abril de 2003, sendo o último ministro nomeado no período da ditadura militar a se aposentar do STF.
Em 7 de dezembro de 2009, foi agraciado com a Grã-Cruz da Ordem do Ipiranga pelo Governo do Estado de São Paulo, na pessoa do então governador José Serra.

## Magistério
Foi também professor de Direito Civil e Processual Civil nas seguintes Instituições de Ensino Superior:
- Faculdade de Direito de São Bernardo do Campo,
- Faculdade de Direito do Centro Universitário FIEO - UNIFIEO.

## Obras
- Poder Cautelar Geral do Juiz no Processo Civil Brasileiro. São Paulo: Editora Revista dos Tribunais, 1978;
- Uniformização da Jurisprudência. São Paulo: Editora Revista dos Tribunais, 1975;
- Denunciação da Lide. São Paulo: Editora Revista dos Tribunais, 1984 - (Tese de Doutorado premiada com a Medalha Pontes de Miranda, da Academia Brasileira de Letras Jurídicas, como melhor obra jurídica do ano de 1984);
- Execução Específica das Obrigações de Contratar e de Prestar Declaração de Vontade. São Paulo: Editora Revista dos Tribunais, 1978;
- Julgamento Antecipado da Lide. São Paulo: Editora Lex, 1970.